# Conquista de Chile

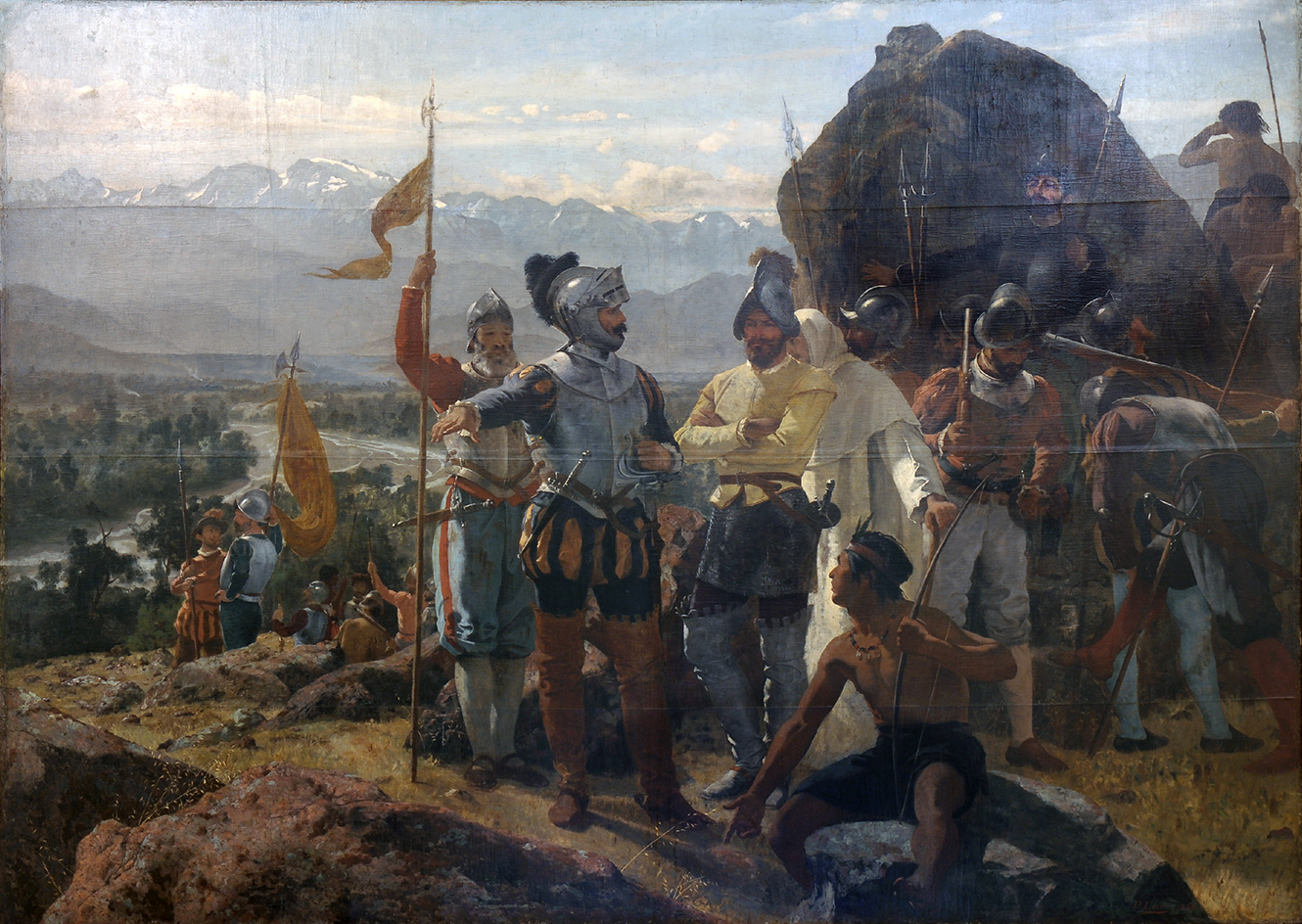
La fundación de Santiago (1888), cuadro de Pedro Lira

La Conquista de Chile es un período en que convencionalmente se divide la historia de Chile. Comprende desde la llegada de Pedro de Valdivia a Chile en 1540 hasta la muerte de Martín García Óñez de Loyola en 1598 tras la batalla de Curalaba entre españoles y mapuches.
Tras el éxito inicial de la conquista española en la zona de los valles transversales y la fundación de Santiago 1541, los conquistadores se enfrentaron la resistencia indígena en distintas rebeliones que dan inicio a la llamada guerra de Arauco. La derrota española en Curalaba y la destrucción de las siete ciudades entre el Biobío y Chacao condujo a una relativa estabilización de dos fronteras de guerra y el inicio del periodo denominado "la Colonia".

## Gobierno de Pedro de Valdivia

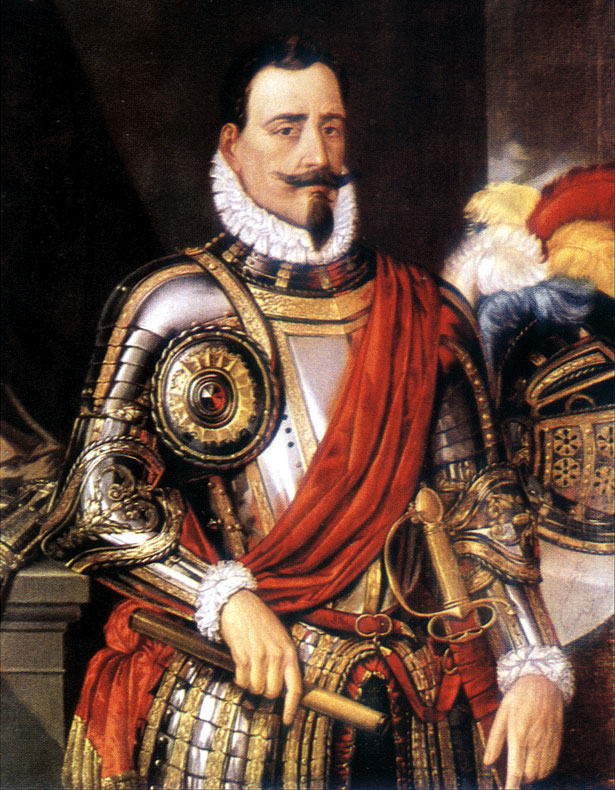
Pedro de Valdivia.

A pesar de haber acumulado una fortuna significativa por su participación en Perú, su espíritu intranquilo lo llevó a iniciar un viaje a Chile, para dejar gloria y fama de sí. En abril de 1539, Pizarro le dio autorización como su teniente de gobernador para pasar a conquistar Chile, pero eso no implicaba ayuda monetaria, tenía que procurársela por su cuenta. Se asoció con el comerciante Francisco Martínez Vegaso, con el capitán Alonso de Monroy y asimismo debió celebrar contrato de compañía con Pedro Sánchez de la Hoz, antiguo secretario de Pizarro, que venía de regreso de España con la autorización del rey para explorar las tierras al sur del estrecho de Magallanes y con el título de gobernador de ellas.
Después de la fracasada expedición de Almagro, nadie quería ir a Chile, considerada una tierra maldita que no ofrecía riquezas, sino solo sufrimientos. Consiguió solo once soldados para su hueste, más una mujer, Inés Suárez, y unos mil indios auxiliares. A lo largo del camino se le unirían más expedicionarios, como Francisco de Villagra y Francisco de Aguirre que junto a sus hombres incrementaron las huestes de Valdivia.
Al contrario de Diego de Almagro, tomó la ruta por el desierto de Atacama. Sánchez de la Hoz, que se había quedado en el Perú tratando de conseguir refuerzos pactados, lo que no consiguió llenándose de deudas, llegó al campamento de Valdivia por la noche y lo intentó asesinar para usurpar la jefatura de la hueste.
Pero Valdivia se encontraba ausente, y a su regreso perdona a Sánchez de la Hoz y destierra a tres de sus cómplices, obteniendo a cambio la renuncia de este a todo derecho de expedición y conquista.
Al llegar al valle de Copiapó, toma en nombre del rey de España esta tierra y la nombra Nueva Extremadura, en recuerdo a su tierra natal. Renueva la marcha hacia el valle del Aconcagua, donde el cacique Michimalonco intentó detenerlo sin éxito. Las muertes a los caciques del Tiwantinsuyu sur, propinadas por Almagro al regresar a Cuzco, precipitaron la conquista del territorio. El 12 de febrero de 1541, echó las bases de la ciudad de Santiago del Nuevo Extremo a los pies del cerro Santa Lucía (Huelén en mapudungún) y encerrada entre los brazos del río Mapocho. Trazó la ciudad en forma de damero, dentro de la isla fluvial dividen todo el terreno en manzanas, que se partieron a la vez en cuatro solares que se asignaron a los primeros vecinos. Al trazado y formación de la ciudad le siguió la creación del primer cabildo, organismo que ordenaba la vida pública en aquel entonces, importando el sistema jurídico e institucional español.
Comenzó a correr la voz de que los almagristas habían matado a Pizarro. De ser cierta la noticia, los poderes de teniente gobernador de Valdivia quedaban caducados. Podría entonces venir otra persona del Perú a tomar mando de la naciente colonia y quedar en el olvido, entregándole las encomiendas de indígenas a advenedizos.
El cabildo consideró estos puntos resolvieron entregar a Valdivia el título de gobernador y capitán general en nombre del rey, que este rechazó inicialmente por motivos estratégicos de no quedar como traidor ante Pizarro en el caso de que siguiera vivo, pero ante la amenaza de entregárselo a alguien más, aceptó el título el 11 de junio de 1541, siendo entonces el primer Gobernador de Chile.

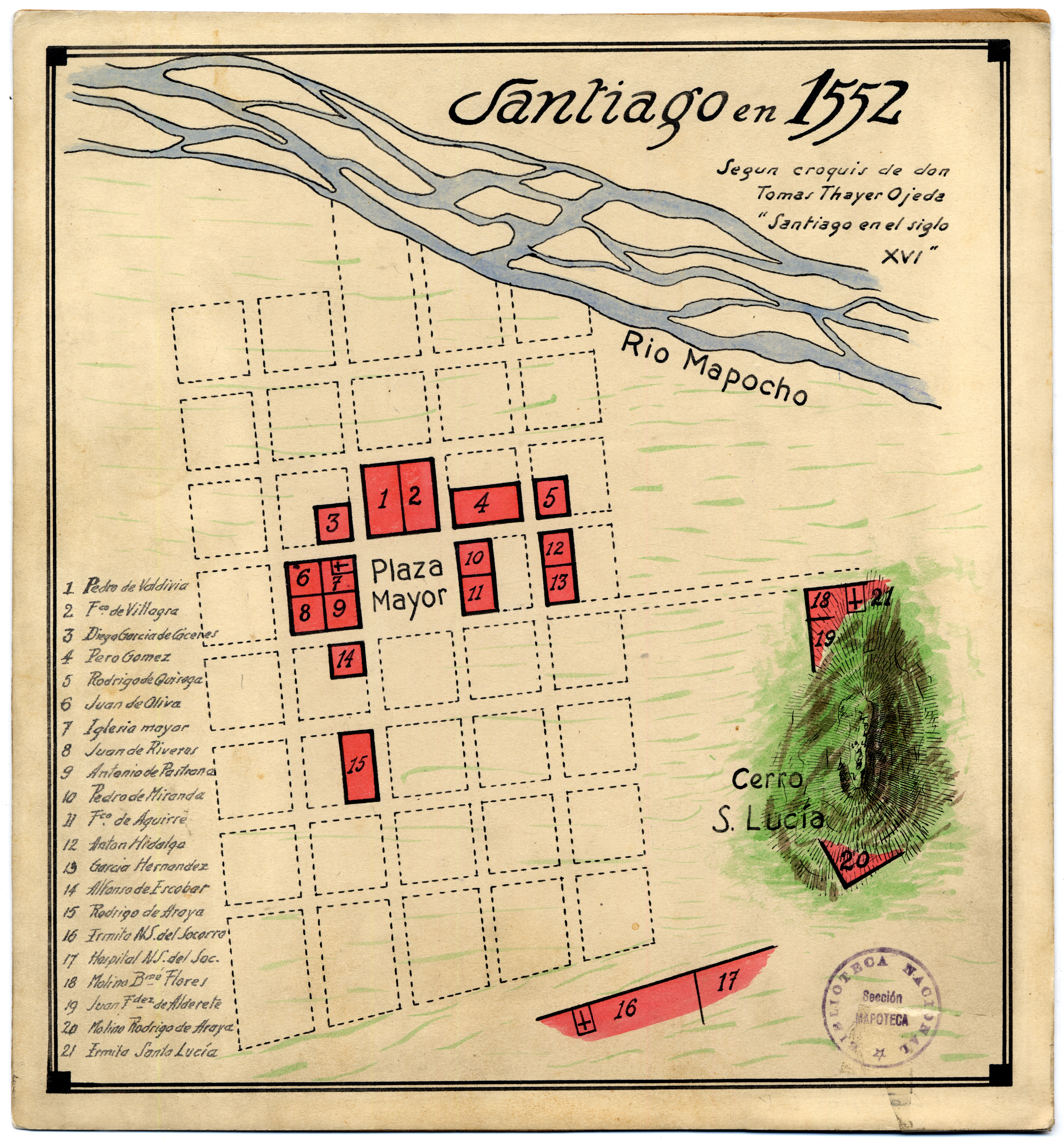
Mapa de Santiago en 1552.

Valdivia organiza el primer reparto de encomiendas de indígenas entre los vecinos de Santiago. A pesar de que Chile no era rico en recursos minerales como el Perú, y no tenía una mano de obra indígena tan eficaz, se destinaron estos hombres a atender las faenas del campo, a la construcción de casas y por sobre todo a los lavaderos de oro. Los primeros tiempos fueron duros, especialmente después del ataque del cacique Michimalonco, el 11 de septiembre de 1541, sobre la naciente ciudad, reduciéndola a un montón de escombros a causa de los incendios. Los indígenas aprovecharon la ocasión en que Valdivia y un grupo de conquistadores exploraban fuera de la ciudad para atacar. Quienes defendieron la ciudad en su momento dieron dura batalla y el resultado no fue peor gracias a la ayuda de Inés de Suárez quien decidió darles muerte a los caciques prisioneros y lanzar sus cabezas a los atacantes sobre las empaladizas que rodeaban la ciudad.
Las hostilidades de los ataques se detuvieron, pero la ciudad casi destruida cayó en la miseria por lo que, para poder salvar la conquista de Chile, Valdivia mandó por auxilios al Perú a Alonso Monroy que solo pudo regresar con la ayuda encomendada a fines de 1543, casi tres años después de la destrucción de la ciudad.
Valdivia Inició diversas obras de avance, entre las que se destaca la fundación de otras ciudades, comenzando por La Serena (1544). Luego Valdivia emprendió una campaña hacia el inexplorado sur, llegando a las márgenes del río Biobío, iniciando la guerra contra el pueblo Mapuche o Guerra de Arauco, la que es relatada por Alonso de Ercilla en su obra La Araucana (1576). Militarmente obtuvo importantes triunfos, como la batalla de Andalién y la batalla de Penco (1550). Estas grandes victorias permitieron a Valdivia establecer ciudades en territorios indígenas, como Concepción (1550), La Imperial, Valdivia (1552), Villarrica (1552), y Los Confines (1553). Ese mismo año la rebelión mapuche liderada por Lautaro en una trascendental batalla acabó con la vida de Valdivia en Tucapel en 1553. Ciertos documentos históricos cuentan como una leyenda que Lautaro abrió el pecho de Valdivia y lo devoró con toda su furia resguardada hacia la Corona española.

### Conflictos tras la muerte de Pedro de Valdivia

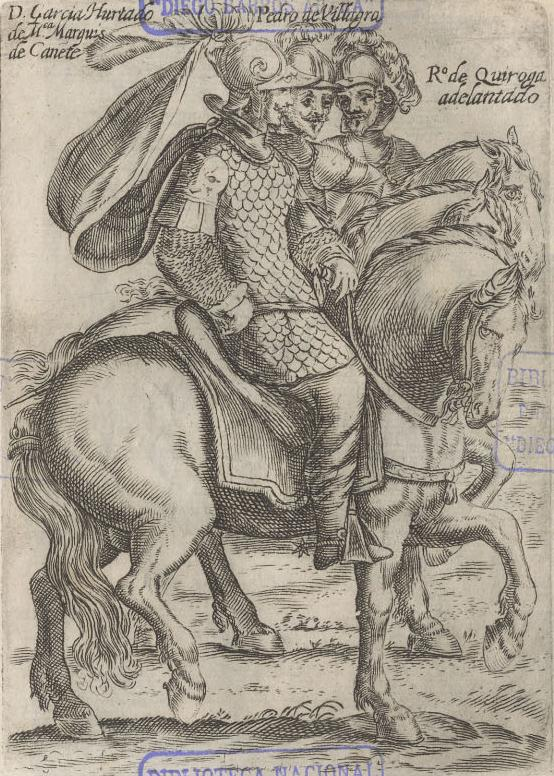
Hurtado de Mendoza, Villagra y Quiroga según ilustración de Alonso de Ovalle.

En el testamento de Valdivia, que solo se debía abrir a su muerte, nombraba gobernador de Chile en primer lugar a Gerónimo de Alderete, en segundo a Francisco de Aguirre y por último a Francisco de Villagra. Alderete se encontraba en España negociando el reconocimiento del cargo de Valdivia por el rey, Aguirre en la conquista de Tucumán y Villagra en las ciudades del sur (Concepción, La Imperial y Valdivia). Las ciudades del sur proclamaron entonces a Villagra como gobernador. No pasó lo mismo en Santiago en donde no se respetó el testamento de Valdivia y el Cabildo proclamó gobernador a Rodrigo de Quiroga.
Villagrá intentó detener la rebelión indígena, que tenía como cabeza a Lautaro, pero al enfrentarse en la batalla de Marihueñu el 26 de febrero sufrió una terrible derrota, a consecuencia de la cual, resultó con la mitad de sus soldados muertos y sufriendo el despoblamiento y la comunicó a su padre los acontecimientos y su designación del segundo lugar en el testamento, por lo que regresó a Chile y se entabló una pelea entre los dos capitanes, del que salió mejor parado Villagra, producto que su rival tenía apoyo solo en el norte de la gobernación (La Serena y Tucumán), mientras Villagra contaba con el apoyo de los habitantes de las ciudades del sur, muchos de ellos habitando en Santiago luego del despoblamiento de Concepción.
Para dirimir esta situación el Cabildo de Santiago somete la situación al fallo arbitral de los dos letrados que habitan en Santiago, los licenciados Alonso de las Peñas y Julián Gutiérrez de Altamirano. Si bien Villagra aceptó someterse al fallo de los letrados, Aguirre los rechazó al desconfiar de las decisiones que se tomarán en Santiago.
Los letrados viajaron a Valparaíso a dictar su falla, la sentencia llegó a Santiago el 3 de octubre y fue leída en la plaza de armas la mañana siguiente. En ella se disponía que Villagra partiese inmediatamente a socorrer las ciudades de la Imperial y Valdivia y que si en el plazo de siete meses no llegaba de la Audiencia el nombre del nuevo mandatario se reconociese a Villagra como gobernador.
La guerra de Arauco seguía su rumbo, y Lautaro vuelve a vencer a los españoles en Angol y en la refundada Concepción. Villagra cumpliendo el fallo de los letrados marcha al sur, y logra introducirse con sus hombres por sorpresa en el campamento mapuche, matando a Lautaro y venciendo a los araucanos en la batalla de Mataquito el 1 de abril de 1557.
Cuando se cumplieron los siete meses que los letrados habían dado como plazo a la Audiencia, Villagra vuelve a Santiago donde es nombrado gobernador, una vez con el título decide viajar a La Serena a hacer valer su título frente a Aguirre, pero este al enterarse de que Villagra viene en camino viaja a Copiapó para evitarlo. En Copiapó Aguirre recibe noticias desde el norte, había llegado un nuevo virrey al Perú y se había nombrado un nuevo gobernador para nono; se trataba de García Hurtado de Mendoza.

## Gobierno de García Hurtado de Mendoza

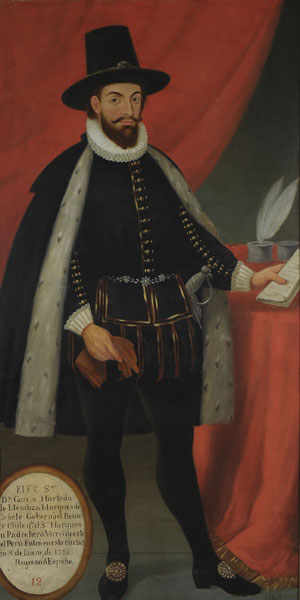
García Hurtado de Mendoza, gobernador de Chile y posteriormente virrey del Perú.

Francisco de Aguirre le recibió muy hospitalariamente en la ciudad de La Serena, pero conociendo al nuevo gobernador los problemas entre Aguirre y Francisco de Villagra por la gobernación de Chile comenzarían , no dudó un segundo en tomarlo preso, repitiéndose la misma situación con Villagra.
Se dirigió de inmediato a tierra araucana, levantando el fuerte San Luis de Toledo, el que fue prontamente atacado por los mapuches, los que sin embargo, salieron derrotados, ya que el gobernador logró contrarrestar su número con la fuerza de los cañones y arcabuces.
Dirigió una nueva campaña en octubre de 1557, con un poderoso ejército de más de 500 hombres y miles de indígenas auxiliares. Ocurrió en esta campaña la batalla de Lagunillas el 7 de noviembre, en donde los españoles salvaron vivos principalmente a la valentía demostrada por Rodrigo de Quiroga y los demás capitanes.
Cuenta Alonso de Ercilla, que vino a Chile en el grupo que trajo el gobernador, que los españoles tomaron prisionero en esa batalla al cacique Galvarino, al que le cortaron la mano izquierda. Perdida esa mano sin ninguna mueca de dolor Galvarino colocó la otra, que también se la cortaron. Pidió la muerte, pero los conquistadores lo dejaron ir y se fue el araucano con los suyos para planear su venganza.
Entre los líderes mapuche que se encontraban se destacaba Caupolicán, que dirigió el 30 de noviembre un nuevo ataque contra el invasor, en la llamada batalla de Millarapue, en el valle del mismo nombre, que estaba lleno de accidentes que le facilitaban el ataque sorpresa. Esta batalla fue otra derrota mapuche, que recibieron como castigo el ahorcamiento de 30 de ellos, en los que se incluía Galvarino, que peleó siempre en primera fila.
Las penalidades de la lucha empezaron a molestar a los compañeros de García Hurtado de Mendoza, los cuales esperaban obtener riquezas por sus servicios. Para entregárselas, el gobernador dejó vacantes las encomiendas de Concepción, ciudad a la sazón abandonada, entregándosela a sus compañeros. Por este motivo, la ciudad fue refundada por tercera ocasión.
Poco después fundó también la ciudad de Cañete de la Frontera, y repuestas sus tropas de las batallas, las dividió nuevamente. Caupolicán, instigado por Andresillo, se decidió a atacar el fuerte Tucapel. Lo que no sabía era que Andresillo era un traidor que les contó los pormenores del ataque a los españoles, por lo que los asaltantes se transformaron en asaltados, produciéndose una fuga en que dejaron a muchos heridos y prisioneros, y debilitaron gravemente sus fuerzas.
La moral de los españoles subió y en un asalto sorpresa al campamento de Caupolicán, lograron darle captura. El jefe mapuche, llevado al fuerte Tucapel, intento pactar con los españoles, prometió convertirse al cristianismo, pero Reinoso, el jefe del fuerte, decidió condenarlo a muerte empalado, es decir, a sentarse en una pica que le destruiría dolorosamente las entrañas. Aquella condena se cumplió, y aquel fue el final de Caupolicán.
Una nueva batalla le prestaron los indígenas en el fuerte de Quiapo, entre Cañete y Concepción, pero fueron nuevamente rechazados. Confiado en que para apurar la conquista era necesario fundar varios fuertes, fundó uno con el nombre de Los Infante o San Andrés de Angol.
Tiempo después se enteró de que su padre el virrey había sido reemplazado por el rey, y que su reemplazo ya se encontraba en camino. Para peor, designaron gobernador de Chile a Francisco de Villagra, del que debía esperar las mismas humillaciones que le hizo sufrir. Por esos motivos decidió abandonar Chile, pasando de paso por Santiago, que no había visitado durante toda su gobernación. Allí se enteró de la muerte del sucesor de su padre, por lo que este seguía en el mando, eso le entregó más confianza, por lo que se mantuvo un tiempo más en la capital.
Durante su estancia en Santiago se publicó la tasa de Santillán, que establecía el sistema de mita para el trabajo indígena, que en vez de echar al trabajo a todos los indígenas de un repartimiento, se fijaba un turno en el servicio, quedando obligado el cacique de cada tribu a enviar a la faena un hombre de cada seis vasallos para la explotación de las minas, y uno de cada cinco para los trabajos agrícolas. Este trabajador, a quien hasta entonces no se le había pagado salario alguno, debía ser remunerado con la sexta parte del producto de su trabajo, y esta cuota se le debía pagar regularmente al fin de cada mes. Se eximía además del trabajo a las mujeres y hombres menores de 18 años y mayores de 50, y se ordenaba que los indígenas fueran mantenidos por los encomenderos, quienes además debían mantenerlos sanos y evangelizados.
Una nueva noticia cambiaría su rumbo, su padre acababa de morir. Decidió partir inmediatamente al Perú, designando como gobernador interino a Quiroga, a la espera de Villagra.

## Gobiernos de Francisco y Pedro de Villagra
El nuevo gobierno de Francisco de Villagra se inició con una demostración de su eterna mala estrella, ya que el barco en que venía trajo la viruela a Chile, brotando una desastrosa epidemia en Valparaíso y Santiago, pero que también afectó con aún mayor gravedad a los mapuches y perdieron entre la quinta y cuarta parte de su población.
Al iniciar su mandato reorganizó la reglamentación del trabajo en las minas y anuló las encomiendas que García Hurtado de Mendoza había entregado a sus amigos y compañeros, lo que le originó nuevas protestas.
Organizó una nueva expedición, pero su cuerpo cansado de tanto batallar, cayó irremediablemente enfermo, teniendo que ser trasladado en camilla a los sitios de batalla. Sufrió en esta guerra además la muerte de su hijo Pedro de Villagra el mozo, lo cual empeoró su condición mental y física.
Designó para la continuación de la campaña a su primo Pedro de Villagra, dándole posteriormente también el título de gobernador interino, gracias a una facultad entregada por el virrey.
Pedro de Villagra era ya de facto el gobernante, por lo que la guerra no cambio de curso. Se obtuvieron resonantes victorias en Angol, derrotando finalmente a las fuerzas lideradas por el cacique Loble, en 1564. Posteriormente encabezó una nueva campaña en el sur, resultando victorioso contra los mapuches en las batallas de Reinohuelén y Tolmillán.
La muerte del virrey del Perú empeoró su situación como gobernador, siendo reemplazado por Rodrigo de Quiroga.

## Gobierno de Rodrigo de Quiroga

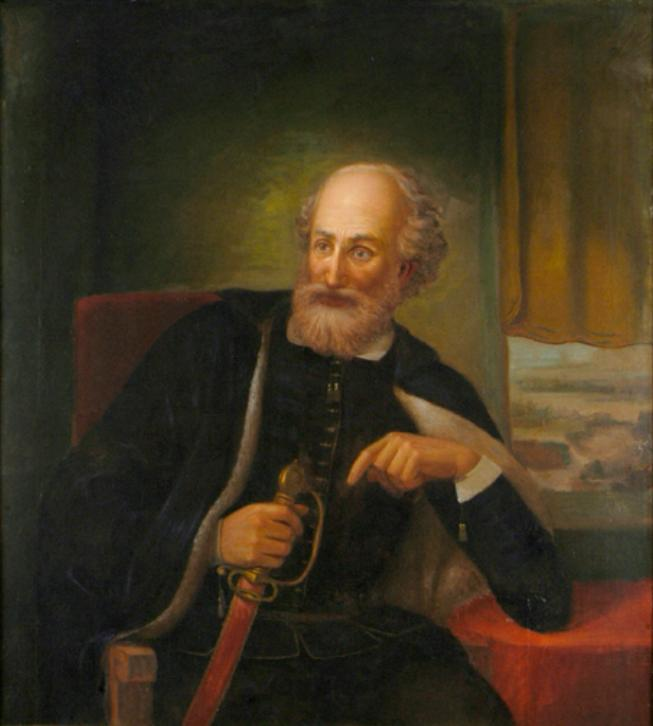
Rodrigo de Quiroga.

El gobierno de Rodrigo de Quiroga duró hasta 1567 y estuvo marcado por los constantes enfrentamientos con los indígenas, de los que salió victorioso. Emprendió una nueva campaña, organizada por Lorenzo Bernal del Mercado. Reconstruyó Cañete, repobló Arauco, y conquistó la isla de Chiloé, con la fundación de Castro y pacificó a los dóciles cuncos de esa isla.
Pese a esos triunfos (que mostrarían ser muy poco eficaces en el futuro cercano), la corte no reconoció sus méritos y al regresar a la capital supo del nombramiento de la Real Audiencia en Chile, que debía dirigir los destinos del país.

## La Real Audiencia de Concepción y Melchor Bravo de Saravia
El gobierno de la Real Audiencia había caído en completo descrédito en poco tiempo, y la corte misma reconoció su error, por lo que designó al presidente de esta, Melchor Bravo de Saravia, como gobernador de Chile. Se dirigió al sur para actuar en la Guerra de Arauco, consiguiendo solo una nueva derrota en el asalto al fuerte mapuche de Mareguano, por el que debieron ser evacuadas Arauco y Cañete. Agotado, delegó en el general Lorenzo Bernal del Mercado la contención de los mapuches, dedicándose a la administración civil.
Su labor administrativa se vio perjudicada por los gastos bélicos en el sur así como por el terremoto de Concepción de 1570, que destruyó todas las casas de esa ciudad, si bien no hubo muertos, a pesar incluso de que después se produjo un ataque indígena.
Al término de su mandato, en el que además fue iniciada la construcción de la iglesia de San Francisco en Santiago y se creó el obispado de Concepción.

## Segundo gobierno de Rodrigo de Quiroga
La segunda administración de Quiroga fue más conflictiva que la primera. A la guerra se le sumaron incursiones piratas, los dos terremotos de 1575, el conflicto con el obispo San Miguel en el nombramiento de cargos eclesiásticos y la rebaja de sueldo a los curas, lo que le valió amenazas de excomunión.
España prometió enviarle 500 refuerzos para acabar definitivamente con la guerra, pero solo llegaron 300, de una calidad muy inferior a la esperada y prácticamente sin equipo. Sobreponiéndose a estas dificultades y a su enfermedad (debía ser trasladado en silla en el campo de batalla), realizó una nueva campaña en contra de los mapuches, dirigidos en esta ocasión por el mestizo Alonso Díaz.
La Campaña tuvo éxitos relativos, que le permitieron afrontar otra amenaza, la aparición de sir Francis Drake en las costas de Chile, que saqueó el puerto de Valparaíso, pero cuando intentó repetir su acción en La Serena, se encontró con la resistencia armada de los habitantes, que destrozaron a uno de sus hombres.
El 16 de diciembre de 1575 ocurrió un terremoto que arruinó las ciudades de La Imperial, Ciudad Rica (Villarrica), Osorno, Castro y Valdivia. El sismo derribó un cerro, a la salida del lago Riñihue, tapando el desagüe y que al acumularse gran cantidad de agua se desbordó y causó otro desastre.
Su grave enfermedad y su edad (se acercaba a los 80 años) le impidieron continuar dirigiendo la guerra,  encomendándosela a su yerno Martín Ruiz de Gamboa.

## Gobierno de Martín Ruiz de Gamboa
Apenas falleció Quiroga, el 25 de febrero de 1580, el cabildo de Santiago envió mensajeros a comunicar a Martín Ruiz de Gamboa este hecho, y a pedirle que se trasladase a la capital para recibirse del mando. Juró el 8 de marzo de 1580.
Pidió la ratificación de su mando del virrey del Perú y del rey. El virrey se demoró más de un año en confirmar a Gamboa en el alto cargo que poseía, firmando la rectificación el 24 de abril de 1571, mientras que el rey, al conocer la noticia, adoptaría una posición diferente.
Para asegurarse su elección como gobernador en propiedad, Gamboa pensó que cumpliendo el deseo del rey de proteger a los indígenas de los abusos lograría su cometido. Para eso reemplazo la tasa de Santillán, que en la práctica nunca fue cumplida, por una nueva, conocida hasta ahora como la tasa de Gamboa. Esta reemplaza el servicio personal por un tributo. Los indígenas de repartimiento quedaban obligados a pagar un tributo pecuniario de nueve pesos anuales en el obispado de Santiago y de siete en el de La Imperial. Se creaba el cargo de corregidores de indios, funcionarios encargados de velar por de estas leyes y la protección de estos. Esos funcionarios debían ser gratificados con una porción del tributo que pagasen sus sirvientes, pero la mayor parte de este tributo formaba la renta de los encomenderos.
La medida provocó crecientes enfrentamientos entre los encomenderos, pues quedarían en la más miserable pobreza, pues estaban seguros (y así ocurrió) que los indígenas no pagarían los nuevos tributos y se dedicarían al ocio.
Ganándose con esto muchos enemigos, estos se dedicaron a llevar los rumores al virrey, que cada día se empezaba a hacer una imagen más negativa de Gamboa.
Entretanto, tiene que enfrentar la rebeldía de su teniente de gobernador Lope de Azócar, quien opuso resistencias a la administración de Ruiz de Gamboa. Pero el gobernador logra el control de la situación, lo apresa y lo envía fuera de Chile.
Los últimos años de su mandato, entre 1581 y 1583, estuvo en el sur del país, enfrentado de manera permanente a los indígenas. Durante la campaña fundó la ciudad de San Bartolomé de Gamboa, nombre que no prosperaría y que sería conocida para la posteridad como Chillán. La situación de la Guerra durante su mandato solo empeoró, ya que a la rebelión mapuche se le sumó la de los huilliches, que anteriormente no se habían mostrado agresivos, y la de los picunches en Chillán.
Había mandado a pedir refuerzos desde España y Perú, los que efectivamente llegaron (aunque hubo muchas deserciones en el viaje), pero al mando de Alonso de Sotomayor, su sucesor designado por el rey.

## Gobierno de Alonso de Sotomayor

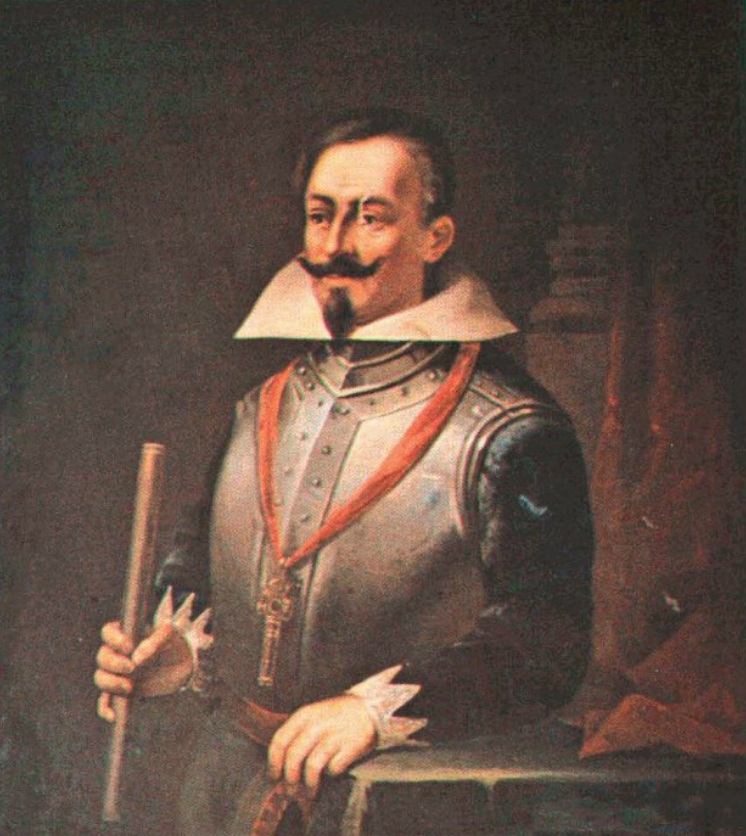
Alonso de Sotomayor.

Alonso de Sotomayor llegó a Chile en 1583, contando además con el cargo de juez de residencia por lo que tuvo que hacerse cargo de las innumerables acusaciones al gobernador cesante, Martín Ruiz de Gamboa, que se había vuelto muy impopular por su tasa indígena que prohibía el trabajo personal de estos.
Sotomayor lo tuvo que detener en las casas del cabildo de Santiago, de donde se le dejó salir con fianza de carcelería, pero luego le liberó totalmente con su absolución.
Con estos antecedentes, su primera decisión fue el restablecimiento sistema de servicio personal de los indígenas, derogando la Tasa de Gamboa y reimplantando la Tasa de Santillán, aunque humanizándolo para evitar los excesos que eran víctima estos de sus encomenderos.
Sotomayor quería desarrollar la conquista de Chile con el estilo de Pedro de Valdivia, es decir, construyendo fuertes que se protegieran entre sí y a las ciudades, idea que no logró realizar, pues necesitaba para ello un ejército profesional, petición no satisfecha por las autoridades hispanas por la escasez de recursos con que contaba la Corona.
Realizó por entonces varias campañas contra los mapuches. Logró capturar al mestizo Alonso Díaz, que dirigía desde hacía algunos años. Envió a su hermano Luis a realizar una campaña en las inmediaciones de Valdivia, y logró rechazar a los mapuches en un ataque sorpresa que les realizaron en Angol (16 de enero de 1585).
En ese año Sotomayor comenzó a poner en ejecución su plan con los escasos hombres que tenía. Mandó a construir en el lugar denominado Millapoa, un fuerte en cada una de las riberas del río Biobío, con el objeto de cortar las comunicaciones entre mapuches e indígenas del norte. Levanta otro fuerte en Purén, donde colocó también un pequeño destacamento. El gobernador esperaba establecer en breve un pueblo en cada uno de esos lugares, persuadido de que este era el medio más eficaz de reducir esas tribus, y de que los refuerzos que le llegarían sería suficiente para la conquista definitiva de Chile.
Mas todas estas acciones no debilitaban realmente a los mapuches, pues la captura de Díaz nada cambio y los fuertes no produjeron el efecto deseado. En cambio los araucanos se mostraban cada día más diestros en el manejo de las armas y los caballos españoles, siendo su único límite el arcabuz, pues aún no sabían manejarlo y la falta de pólvora se los hubiera impedido de todos modos.
Entre los problemas que debió enfrentar destacan los ataques de corsarios ingleses, destacándose entre ellos Thomas Cavendish, quien fondeaba el 9 de abril de 1587 en Quintero, en el que sus hombres fueron derrotados por fuerzas españolas, perdiendo 10 de sus hombres. Además de los mapuches tuvo que enfrentar dos sublevaciones de los soldados del sur, motivadas por las penurias que sufrían, pues deseaban ser pagados con sueldo y ya no con encomiendas.
Alarmado por esta situación y por los pocos esfuerzos enviados, se dirigió el 30 de julio de 1592 al Perú, con esperanzas de obtener hombres que le permitiesen realizar una campaña eficaz contra los araucanos. Dejó en el mando al licenciado Pedro de Viscarra, letrado anciano y circunspecto, que cerca de dos años antes había llegado de España con el título de teniente de gobernador y justicia mayor de la Capitanía General de Chile. Chile era un territorio perteneciente el Virreinato de Perú y era una Capitanía General, pero no un reino. 
Desembarcó en el Callao en agosto de 1592, donde se enteró de que el rey había designado a un nuevo gobernador de Chile, Martín García Óñez de Loyola.

## Gobierno de Martín García Óñez de Loyola

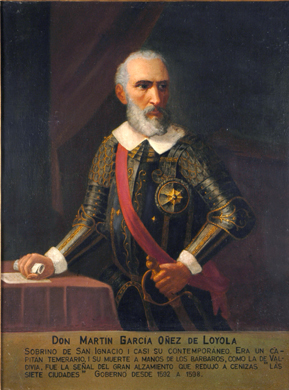
Martín García Óñez de Loyola.

Óñez de Loyola llegó a Chile el 23 de septiembre de ese año, determinado a pacificar Arauco, por lo que se dirigió de inmediato a Concepción, a la cabeza de ciento diez hombres que logró reunir en la capital (febrero de 1593). Con tan escasos recursos que disponía en la Capitanía General, Óñez de Loyola se da cuenta de que sin refuerzos no lograría su objetivo, por lo que pidió refuerzos al Perú pues en su actual campaña se mantenía con solo poco más de 200.
La aparición del pirata inglés Richard Hawkins, que encendió la alarma en el Perú, retrasó el envío de refuerzos (se decía que eran necesarios para la defensa del Perú). Hawkins en sus correrías también atacó el puerto de Valparaíso, pero como el botín era muy pobre, en un acto caballeresco, devolvió los artículos que no le servían y dejó en libertad a los marineros apresados.
El gobernador no recibía los hombres solicitados, pero sí les llegaron dos órdenes religiosas, los padres agustinos y los jesuitas, estos últimos tendrían una gran importancia en los futuros sucesos ocurridos durante la colonia en Chile hasta su expulsión.
El gobernador decidió no esperar más, y en 1594 inicio las campañas del sur con el reducido contingente con el que contaba. Tres años después llegó un refuerzo de ciento cuarenta hombres, pero no bastan, a lo que se suma la negativa de Santiago de enviar más hombres. Los pocos refuerzos no eran culpa del virrey, que ofrecía generosas ofertas para unirse al ejército, sino porque el nombre de Chile estaba tan manchado por esa guerra interminable, que nadie deseaba arriesgar su vida yendo a ese infierno.

### Batalla de Curalaba
Se encontraba en La Imperial cuando le llegó la noticia de que ya habían recomenzado sus correrías, por lo que partió el 21 de diciembre de 1598 con 50 hombres al lugar. En el segundo día de marcha encontraron un sitio llamado Curalaba (‘la piedra partida’ en mapudungún), a orillas del río Lumaco, encajonado allí por altas barracas, donde descansaron sin tomar siquiera ninguna medida de precaución para evitar un ataque. En la noche del 23 al 24 los indígenas se acercaron al campamento, y al trueno de sus gritos y cuernos se lanzaron al ataque de los españoles.
Óñez de Loyola, y dos de sus soldados que estaban a su lado, hicieron prodigios de valor, pero sucumbieron traspasados por las picas de los mapuches. En la refriega murieron casi todos los españoles, con excepción del clérigo Bartolomé Pérez, hecho prisionero, Bernardo de Pereda, soldado que quedó tirado en el campo de batalla con 23 heridas en el cuerpo pero aún vivo. Las fuentes históricas chilenas denominan a este suceso el "desastre de Curalaba", por su parte autores modernos cercanos al movimiento mapuche lo llaman "victoria de Curalaba"
Los mapuches iniciaron entonces un levantamiento general que terminó finalmente con la destrucción de las siete ciudades al sur del río Biobío, con excepción de Castro. De ahora en adelante los españoles paralizaron su expansión hacia el sur y los territorios que controlaban quedaron divididos, al tener su territorio norte (la Capitanía General de Chile) como frontera sur el río Biobío, y su territorio sur (Chiloé) como frontera norte la ribera del canal de Chacao (exceptuando la posterior recuperación del territorio y ciudad de Valdivia en 1645, y la recuperación a fines de la colonia de los territorios al sur de esta ciudad, como la ciudad de Osorno).
Con este hecho se considera que se da fin al periodo de la Conquista de Chile, y es el inicio al periodo de la Colonia de Chile.